# 中国人民解放军战区

战区划分和机关驻地地图

中国人民解放军战区，简称战区，是中国人民解放军的一级军事组织，划分为东部战区、南部战区、西部战区、北部战区、中部战区等五个战区。其前身是七大军区，在深化国防和军队改革中為配合“軍委管總、戰區主戰、軍種主建”的主軸思想而重组并改制；2016年2月1日，五大战区正式授旗成立。

## 历史
2016年2月1日，“中国人民解放军战区成立大会”在北京八一大楼召开，时任中共中央总书记、国家主席、中央军委主席习近平向五大战区司令员、政治委员授予军旗并发布训令。

## 职能与权限
在深化国防和军队改革完成后，中国人民解放军实现了“軍委管總、戰區主戰、軍種主建”的主軸思想，该思想反映了中央军事委员会、各战区和各军种的权限与职能，具体如下：
- 军委管总：中央军事委员会在战略层次上全盘统筹军队作战指挥和建设管理；
- 战区主战：在中央军委联合作战指挥中心战略全局统领下，各战区拥有具体战略和战役的指挥权；
- 军种主建：在中央军事委员会的战略统率下，各军种负有建设和管理部队的权限和职能。

## 各战区编制概况
（亦列出部分平时不属于战区编制的战区境内武装力量）
| 战区                                                   | 东部战区 | 南部战区 | 南部战区                                    | 西部战区                                          | 西部战区                                                                   | 中部战区                                             | 中部战区                                                            | 中部战区                                             | 中部战区                                             | 北部战区                                                 | 北部战区                                                                   |
| ------------------------------------------------------ | --- | --- | ------------------------------------------- | ------------------------------------------------- | -------------------------------------------------------------------------- | ---------------------------------------------------- | ------------------------------------------------------------------- | ---------------------------------------------------- | ---------------------------------------------------- | -------------------------------------------------------- | -------------------------------------------------------------------------- |
| 驻防省级行政区                                         | 上海市、江苏省、浙江省、福建省、江西省、安徽省                                                                     | 湖南省、广东省、广西壮族自治区、海南省、香港特別行政區、澳門特別行政區                                                 | 云南省、贵州省                              | 重庆市、四川省、西藏自治区                        | 甘肃省、青海省、宁夏回族自治区、新疆维吾尔自治区                           | 陕西省                                               | 北京市、天津市、河北省、山西省                                      | 湖北省                                               | 河南省                                               | 山东省                                                   | 内蒙古自治区、辽宁省、吉林省、黑龙江省                                     |
| 所取代的大军区                                         | 南京军区 | 广州军区（除湖北省）                                                                                                   | 成都军区                                    | 成都军区                                          | 兰州军区                                                                   | 兰州军区                                             | 北京军区（除内蒙古自治區）                                          | 广州军区（仅湖北省）                                 | 济南军区                                             | 济南军区                                                 | 沈阳军区 北京军区（仅内蒙古自治區）                                        |
| 官方地理大区                                           | 华东（除山东省）                                                                                                   | 中南（除河南省、湖北省）                                                                                               | 西南                                        | 西南                                              | 西北                                                                       | 西北                                                 | 华北（除内蒙古自治區）                                              | 中南（仅河南省、湖北省）                             | 中南（仅河南省、湖北省）                             | 华东（仅山东省）                                         | 东北（全境，含内蒙古自治區东四盟）华北（仅内蒙古自治區）                   |
| 战区联合作战指挥部驻地                                 | 南京市 | 广州市 | 广州市                                      | 成都市                                            | 成都市                                                                     | 北京市                                               | 北京市                                                              | 北京市                                               | 北京市                                               | 沈阳市                                                   | 沈阳市                                                                     |
| 境内中国人民解放军联勤保障部队（非战区编制）           | 无锡联勤保障中心                                                                                                   | 桂林联勤保障中心 | 桂林联勤保障中心                            | 西宁联勤保障中心                                  | 西宁联勤保障中心                                                           | 武汉联勤保障基地 郑州联勤保障中心                    | 武汉联勤保障基地 郑州联勤保障中心                                   | 武汉联勤保障基地 郑州联勤保障中心                    | 武汉联勤保障基地 郑州联勤保障中心                    | 沈阳联勤保障中心                                         | 沈阳联勤保障中心                                                           |
| 战区陆军（机关驻地）                                   | 东部战区陆军（福州市）                                                                                             | 南部战区陆军（南宁市）                                                                                                 | 南部战区陆军（南宁市）                      | 西部战区陆军（兰州市）                            | 西部战区陆军（兰州市）                                                     | 中部战区陆军（石家庄市）                             | 中部战区陆军（石家庄市）                                            | 中部战区陆军（石家庄市）                             | 中部战区陆军（石家庄市）                             | 北部战区陆军（济南市）                                   | 北部战区陆军（济南市）                                                     |
| 陆军集团军 （陆军机关驻地）                            | 第71集团军（徐州市） 第72集团军（湖州市） 第73集团军（厦门市）                                                     | 第74集团军（惠州市） 第75集团军（柳州市->昆明市）                                                                      |                                             | 第77集团军（成都市）                              | 第76集团军（西宁市）                                                       |                                                      | 第81集团军（张家口市） 第82集团军（保定市）                         |                                                      | 第83集团军（新乡市）                                 | 第80集团军（潍坊市）                                     | 第79集团军（辽阳市） 第78集团军（哈尔滨市）                                |
| 陆军总部直属作战部队（平时非战区编制）                 | | |                                             | 西藏军区                                          | 新疆军区                                                                   |                                                      | 北京卫戍区                                                          |                                                      |                                                      |                                                          |                                                                            |
| 战区海军（机关驻地）                                   | 东部战区海军（宁波市）                                                                                             | 南部战区海军（湛江市）                                                                                                 | 南部战区海军（湛江市）                      | 无战区海军                                        | 无战区海军                                                                 | 无战区海军，但境内有海军单位，战区机关有少量海军人员 | 无战区海军，但境内有海军单位，战区机关有少量海军人员                | 无战区海军，但境内有海军单位，战区机关有少量海军人员 | 无战区海军，但境内有海军单位，战区机关有少量海军人员 | 北部战区海军（青岛市）                                   | 北部战区海军（青岛市）                                                     |
| 战区内海军单位（驻泊地）                               | 东海舰队（宁波市）                                                                                                 | 南海舰队（湛江市） 山东舰航母编队（三亚市）                                                                            | 南海舰队（湛江市） 山东舰航母编队（三亚市） | 无战区海军                                        | 无战区海军                                                                 | 无战区海军，但境内有海军单位，战区机关有少量海军人员 | 无战区海军，但境内有海军单位，战区机关有少量海军人员                | 无战区海军，但境内有海军单位，战区机关有少量海军人员 | 无战区海军，但境内有海军单位，战区机关有少量海军人员 | 北海舰队（青岛市） 辽宁舰航母编队〔91181部队〕（青岛市） | 北海舰队（青岛市） 辽宁舰航母编队〔91181部队〕（青岛市）                   |
| 战区空军（机关驻地）                                   | 东部战区空军（南京市）                                                                                             | 南部战区空军（广州市）                                                                                                 | 南部战区空军（广州市）                      | 西部战区空军（成都市）                            | 西部战区空军（成都市）                                                     | 中部战区空军（北京市）                               | 中部战区空军（北京市）                                              | 中部战区空军（北京市）                               | 中部战区空军（北京市）                               | 北部战区空军（沈阳市）                                   | 北部战区空军（沈阳市）                                                     |
| 战区内空军单位（驻地）                                 | 参见原南京军区空军                                                                                                 | 参见原广州军区空军 空降兵第15军（孝感市，空军总部直属）                                                                | 参见原成都军区空军                          | 参见原成都军区空军                                | 参见原兰州军区空军                                                         | 参见原兰州军区空军                                   | 参见原北京军区空军                                                  | 参见原广州军区空军                                   | 参见原济南军区空军                                   | 参见原济南军区空军                                       | 参见原沈阳军区空军                                                         |
| 战区境内火箭军单位（驻地）                             | 第61基地（黄山市）                                                                                                 | 第63基地（怀化市） | 第62基地（昆明市）                          |                                                   | 第64基地（西宁市、兰州市）                                                 | 第67基地（宝鸡市）                                   |                                                                     |                                                      | 第66基地（洛阳市）                                   |                                                          | 第65基地（沈阳市）                                                         |
| 境内（非战区编制）战略支援部队单位（驻地）             | 卫星海上测控部（江阴市） 61398部队、61486部队（网战部队，上海市）                                                  | 文昌航天发射场 |                                             | 西昌卫星发射中心 空气动力研究与发展中心（绵阳市） | 核试验基地（新疆）                                                         | 西安卫星测控中心                                     | 北京航天飞行控制中心 太原卫星发射中心 61786部队（信号情报，北京市） |                                                      |                                                      |                                                          | 酒泉卫星发射中心（额济纳旗）                                               |
| 战区境内（非战区编制）武警内卫部队省级总队             | 武警上海总队 武警江苏总队 武警浙江总队 武警安徽总队 武警江西总队 武警福建总队                                      | 武警湖南总队 武警广东总队 武警广西总队 武警海南总队                                                                    | 武警云南总队 武警贵州总队                   | 武警四川总队 武警重庆总队 武警西藏总队            | 武警甘肃总队 武警青海总队 武警宁夏总队 武警新疆总队（正军级） 武警兵团总队 | 武警陕西总队                                         | 武警北京总队（正军级） 武警天津总队 武警河北总队 武警山西总队       | 武警湖北总队                                         | 武警河南总队                                         | 武警山东总队                                             | 武警辽宁总队 武警吉林总队 武警黑龙江总队 武警内蒙古总队                    |
| 战区境内（非战区编制）武警内卫部队机动总队（总队驻地） | 中国人民武装警察部队第二机动总队（福州市）                                                                         | 中国人民武装警察部队第二机动总队（福州市）                                                                             | 中国人民武装警察部队第二机动总队（福州市）  | 中国人民武装警察部队第二机动总队（福州市）        | 中国人民武装警察部队第一机动总队（石家庄市）                               | 中国人民武装警察部队第一机动总队（石家庄市）         | 中国人民武装警察部队第一机动总队（石家庄市）                        | 中国人民武装警察部队第一机动总队（石家庄市）         | 中国人民武装警察部队第一机动总队（石家庄市）         | 中国人民武装警察部队第一机动总队（石家庄市）             | 中国人民武装警察部队第一机动总队（石家庄市）                               |
| 中级军事法院〔法院代字〕 （驻地）                      | 东部战区军事法院〔军01〕（南京市）                                                                                 | 南部战区军事法院〔军02〕（广州市）                                                                                     | 南部战区军事法院〔军02〕（广州市）          | 西部战区第一军事法院〔军03〕（成都市）            | 西部战区第二军事法院〔军04〕（兰州市）                                     | 中部战区军事法院〔军06〕（北京市）                   | 中部战区军事法院〔军06〕（北京市）                                  | 中部战区军事法院〔军06〕（北京市）                   | 中部战区军事法院〔军06〕（北京市）                   | 北部战区军事法院〔军05〕（沈阳市）                       | 北部战区军事法院〔军05〕（沈阳市）                                         |
| 基层军事法院 〔法院代字〕                              | 上海军事法院〔军0101〕 南京军事法院〔军0102〕 杭州军事法院〔军0103〕 合肥军事法院〔军0104〕 福州军事法院〔军0105〕 | 长沙军事法院〔军0201〕 广州军事法院〔军0202〕 南宁军事法院〔军0203〕 海口军事法院〔军0204〕 驻港部队军事法院〔军0206〕 | 昆明军事法院〔军0205〕                      | 成都军事法院〔军0301〕 拉萨军事法院〔军0302〕     | 兰州军事法院〔军0401〕 西宁军事法院〔军0402〕 乌鲁木齐军事法院〔军0403〕   | 西安军事法院〔军0605〕                               | 北京军事法院〔军0601〕 石家庄军事法院〔军0602〕                     | 武汉军事法院〔军0604〕                               | 郑州军事法院〔军0603〕                               | 济南军事法院〔军0504〕                                   | 呼和浩特军事法院〔军0501〕 沈阳军事法院〔军0502〕 哈尔滨军事法院〔军0503〕 |
| 战区级军事检察院 （驻地）                              | 东部战区军事检察院（南京）                                                                                         | 南部战区军事检察院（广州）                                                                                             | 南部战区军事检察院（广州）                  | 西部战区第一军事检察院（成都）                    | 西部战区第二军事检察院（兰州）                                             | 中部战区军事检察院（北京）                           | 中部战区军事检察院（北京）                                          | 中部战区军事检察院（北京）                           | 中部战区军事检察院（北京）                           | 北部战区军事检察院（沈阳）                               | 北部战区军事检察院（沈阳）                                                 |
| 基层军事检察院                                         | 上海军事检察院 南京军事检察院 杭州军事检察院 合肥军事检察院 福州军事检察院                                         | 长沙军事检察院 广州军事检察院 南宁军事检察院 海口军事检察院 驻港部队军事检察院                                         | 昆明军事检察院                              | 成都军事检察院 拉萨军事检察院                     | 兰州军事检察院 西宁军事检察院 乌鲁木齐军事检察院                           | 西安军事检察院                                       | 北京军事检察院 石家庄军事检察院                                     | 武汉军事检察院                                       | 郑州军事检察院                                       | 济南军事检察院                                           | 呼和浩特军事检察院 沈阳军事检察院 哈尔滨军事检察院                         |

## 战区现任主官
| 战区     |      | 现任     | 主官            | 上任时间   | 前职（从最后一个正军职务 始列）                                                       | 出生    | 籍贯       |
| -------- | ---- | -------- | --------------- | ---------- | ------------------------------------------------------------------------------------- | ------- | ---------- |
| 东部战区 | 3    | 司令员   | 林向阳 陆军上将 | 2022年1月  | 第72集团军军长 → 东部战区副司令兼战区陆军司令 → 中部战区司令                          | 1964-10 | 福建福清   |
| 东部战区 | 3    | 政治委员 | 刘青松 海军上将 | 2023年7月  | 空军政治工作部副主任 → 东部战区副政委兼战区海军政委 → 北部战区政委                    | 1963-11 | 山东章丘   |
| 南部战区 | 4    | 司令员   | 吴亚男 陆军上将 | 2024年7月  | 第78集团军军长 → 北部战区副司令兼战区陆军司令 → 军委联合参谋部副参谋长 → 中部战区司令 | 1962-8  | 河北石家庄 |
| 南部战区 | 3    | 政治委员 | 王文全 陆军上将 | 2023年12月 | 第72集团军政委 → 陆军副政委 → 解放军联勤保障部队政委                                  | 1962-12 | 湖北新洲   |
| 西部战区 | 4    | 司令员   | 汪海江 陆军上将 | 2021年8月  | 西藏军区副司令 → 西藏军区司令 → 新疆军区司令                                          | 1963-10 | 四川安岳   |
| 西部战区 | 3    | 政治委员 | 李凤彪 陆军上将 | 2021年6月  | 空降兵15军军长 → 成都军区副司令 → 中部战区副司令兼参谋长 → 战略支援部队司令           | 1959-10 | 河北安新   |
| 北部战区 | 4    | 司令员   | 黄 铭 陆军上将  | 2024年8月  | 第81集团军军长 → 陆军副司令 → 陆军参谋长 → 中部战区司令                               | 1963-4  | 江苏宜兴   |
| 北部战区 | 4    | 政治委员 | 郑 璇 陆军上将  | 2023年6月  | 第13集团军政委 → 中部战区副政委兼政工部主任 → 北部战区副政委兼战区陆军政委            | 1964-11 | 福建闽侯   |
| 中部战区 | 空缺 | 空缺     | 空缺            | 空缺       | 空缺                                                                                  | 空缺    | 空缺       |
| 中部战区 | 3    | 政治委员 | 徐德清 陆军上将 | 2022年1月  | 第71集团军政委 → 西部战区副政委兼战区陆军政委                                         | 1963-7  | 四川崇州   |

## 战区历任主官
| 战区     | 任 | 职务     | 主官            | 上任    | 前职（从最后一个正军职务 始列）                                                       | 出生    | 籍贯       |
| -------- | -- | -------- | --------------- | ------- | ------------------------------------------------------------------------------------- | ------- | ---------- |
| 东部战区 | 1  | 司令员   | 刘粤军 上将     | 2016-1  | 第42集团军军长 → 兰州军区参谋长 → 兰州军区司令                                        | 1954-9  | 山东荣成   |
| 东部战区 | 1  | 政治委员 | 郑卫平 上将     | 2016-1  | 第41集团军政委 → 广州军区政治部主任 → 南京军区政委                                    | 1955-7  | 山西万荣   |
| 南部战区 | 1  | 司令员   | 王教成 上将     | 2016-1  | 第12集团军军长 → 南京军区副司令 → 沈阳军区司令                                        | 1952-12 | 安徽来安   |
| 南部战区 | 1  | 政治委员 | 魏 亮 上将      | 2016-1  | 第26集团军政委 → 武警部队政治部主任 → 总政治部主任助理 → 广州军区政委                 | 1953-2  | 江苏高淳   |
| 西部战区 | 1  | 司令员   | 赵宗岐 上将     | 2016-1  | 第13集团军军长 → 济南军区参谋长 → 济南军区司令                                        | 1955-4  | 黑龙江宾县 |
| 西部战区 | 1  | 政治委员 | 朱福熙 上将     | 2016-1  | 总政治部干部部部长 → 空军政治部主任 → 成都军区政委                                    | 1955-7  | 浙江临海   |
| 北部战区 | 1  | 司令员   | 宋普选 上将     | 2016-1  | 第54集团军军长 → 南京军区副司令 → 国防大学校长 → 北京军区司令                         | 1954-3  | 山东博兴   |
| 北部战区 | 1  | 政治委员 | 褚益民 上将     | 2016-1  | 第47集团军政委 → 南京军区政治部主任 → 沈阳军区政委                                    | 1953-7  | 江苏如皋   |
| 中部战区 | 1  | 司令员   | 韩卫国 上将     | 2016-1  | 第12集团军军长 → 北京军区副司令                                                       | 1956-1  | 河北井陉   |
| 中部战区 | 1  | 政治委员 | 殷方龙 上将     | 2016-1  | 总装备部政治部主任 → 第二炮兵政治部主任 → 总政治部副主任                              | 1953-11 | 江苏扬中   |
| 东部战区 | 2  | 司令员   | 何卫东 上将     | 2019-12 | 上海警备区司令 → 西部战区副司令兼战区陆军司令                                         | 1957-5  | 江苏东台   |
| 东部战区 | 2  | 政治委员 | 何 平 上将      | 2017-8  | 总参谋部情报部政委 → 西部战区副政委兼政治工作部主任                                   | 1957-11 | 四川西充   |
| 南部战区 | 2  | 司令员   | 袁誉柏 海军上将 | 2017-1  | 北海舰队副司令 → 济南军区副司令兼北海舰队司令 → 北部战区副司令兼战区海军司令          | 1956-5  | 湖北公安   |
| 南部战区 | 2  | 政治委员 | 王建武 上将     | 2018-12 | 济南军区联勤部政委 → 西藏军区政委 → 军委政治工作部副主任                              | 1958-8  | 河南洛宁   |
| 西部战区 | 2  | 司令员   | 张旭东 上将     | 2020-12 | 第39集团军军长 → 中部战区副司令兼战区陆军司令                                         | 1962-3  | 河北迁安   |
| 西部战区 | 2  | 政治委员 | 吴社洲 上将     | 2017-1  | 广州军区联勤部政委 → 济南军区政治部主任 → 中部战区副政委兼战区陆军政委                | 1956-1  | 湖北汉川   |
| 北部战区 | 2  | 司令员   | 李桥铭 上将     | 2017-8  | 第41集团军军长 → 北部战区副司令兼战区陆军司令                                         | 1961-4  | 河南偃师   |
| 北部战区 | 2  | 政治委员 | 范骁骏 空军上将 | 2017-1  | 空降兵第15军政委 → 济南军区副政委兼军区空军政委 → 空军政治工作部主任                  | 1956-10 | 山东垦利   |
| 中部战区 | 2  | 司令员   | 乙晓光 空军上将 | 2017-8  | 空军副参谋长 → 南京军区副司令兼军区空军司令 → 总参谋长助理 → 副总参谋长               | 1958-6  | 江苏沭阳   |
| 中部战区 | 2  | 政治委员 | 朱生岭 上将     | 2019-4  | 上海警备区政委 → 南京军区政治部主任 → 军委国防动员部政委 → 武警部队政委               | 1957-11 | 江苏东台   |
| 南部战区 | 3  | 司令员   | 王秀斌 陆军上将 | 2021-6  | 第80集团军军长 → 东部战区副司令兼参谋长                                               | 1964-3  | 江苏如东   |
| 西部战区 | 3  | 司令员   | 徐起零 陆军上将 | 2021-6  | 第79集团军军长 → 东部战区副司令兼战区陆军司令 → 西部战区副司令兼战区陆军司令          | 1962-7  | 河南淮阳   |
| 西部战区 | 3  | 政治委员 | 李凤彪 陆军上将 | 2021-6  | 空降兵15军军长 → 成都军区副司令 → 中部战区副司令兼参谋长 → 战略支援部队司令           | 1959-10 | 河北安新   |
| 西部战区 | 4  | 司令员   | 汪海江 陆军上将 | 2021-8  | 西藏军区副司令 → 西藏军区司令 → 新疆军区司令                                          | 1963-10 | 四川安岳   |
| 中部战区 | 3  | 司令员   | 林向阳 陆军上将 | 2021-8  | 第72集团军军长 → 东部战区副司令兼战区陆军司令                                         | 1964-10 | 福建福清   |
| 东部战区 | 3  | 司令员   | 林向阳 陆军上将 | 2022-1  | 第72集团军军长 → 东部战区副司令兼战区陆军司令 → 中部战区司令                          | 1964-10 | 福建福清   |
| 北部战区 | 3  | 政治委员 | 刘青松 海军上将 | 2022-1  | 空军政治工作部副主任 → 东部战区副政委兼战区海军政委                                   | 1963-11 | 山东章丘   |
| 中部战区 | 4  | 司令员   | 吴亚男 陆军上将 | 2022-1  | 第78集团军军长 → 北部战区副司令兼战区陆军司令 → 军委联合参谋部副参谋长                | 1962-8  | 河北石家庄 |
| 中部战区 | 3  | 政治委员 | 徐德清 陆军上将 | 2022-1  | 第71集团军政委 → 西部战区副政委兼战区陆军政委                                         | 1963-7  | 四川崇州   |
| 北部战区 | 3  | 司令员   | 王 强 空军上将  | 2022-8  | 西部战区副参谋长兼战区空军参谋长 → 西部战区副司令 → 兼西部战区空军司令                | 1963-1  | 四川荣县   |
| 中部战区 | 5  | 司令员   | 黄 铭 陆军上将  | 2023-1  | 第81集团军军长 → 陆军副司令 → 陆军参谋长                                              | 1963-4  | 江苏宜兴   |
| 北部战区 | 4  | 政治委员 | 郑 璇 陆军上将  | 2023-6  | 第13集团军政委 → 中部战区副政委兼政工部主任 → 北部战区副政委兼战区陆军政委            | 1964-11 | 福建闽侯   |
| 东部战区 | 3  | 政治委员 | 刘青松 海军上将 | 2023-7  | 空军政治工作部副主任 → 东部战区副政委兼战区海军政委 → 北部战区政委                    | 1963-11 | 山东章丘   |
| 南部战区 | 3  | 政治委员 | 王文全 陆军上将 | 2023-12 | 第72集团军政委 → 陆军副政委 → 解放军联勤保障部队政委                                  | 1962-12 | 湖北新洲   |
| 南部战区 | 4  | 司令员   | 吴亚男 陆军上将 | 2024-7  | 第78集团军军长 → 北部战区副司令兼战区陆军司令 → 军委联合参谋部副参谋长 → 中部战区司令 | 1962-8  | 河北石家庄 |
| 北部战区 | 4  | 司令员   | 黄 铭 陆军上将  | 2024-7  | 第81集团军军长 → 陆军副司令 → 陆军参谋长 → 中部战区司令                               | 1963-4  | 江苏宜兴   |

### 引用
1. ↑  . 大公網. 2016-02-02  [2021-05-07]. （原始内容存档于2020-02-18）.
2. ↑  李宣良. . 新華社. 2016-02-01  [2016-09-10]. （原始内容存档于2016-11-29）.
3. ↑  胡光正 许今朝. . 中国知网.   [2021-11-01]. （原始内容存档于2022-05-11）.
4. 1 2  . 人民网. 2016年2月3日  [2016年2月4日]. （原始内容存档于2020年12月9日）.
5. 1 2  . 新华社. 2016年2月1日  [2016年2月2日]. （原始内容存档于2017年10月23日）.
6. 1 2  中华人民共和国最高人民法院. . 最高人民法院官网. 2016年4月28日  [2016年10月8日]. 法〔2016〕142号. （原始内容存档于2020年11月8日）.